# Gates to Purgatory
Gates to Purgatory es el álbum debut del grupo de heavy metal Running Wild. Este álbum, lanzado el año 1984 en vinilo y luego reeditado en formato CD, se caracteriza por la temática oscura de sus letras.

## Listado de temas
1. Victim of States Power -3:36

2. Black Demon -4:25

3. Preacher -4:22

4. Soldiers of Hell -3:23

5. Diabolic Force -4:58

6. Adrian S.O.S -2:49

7. Genghis Khan -4:11

8. Prisoners of our Time -5:22

9. Walpurgis Night (bonus track) -4:09

10.Satan (bonus track) -5:00

## Formación
°Rolf Kasparek - Vocal, Guitarra.

°Hasche - Batería.

°Gerald Warnecke (Preacher) - Guitarra.

°Stephan Boriss - Bajo.

- Datos: Q1495800